# Traumkraut

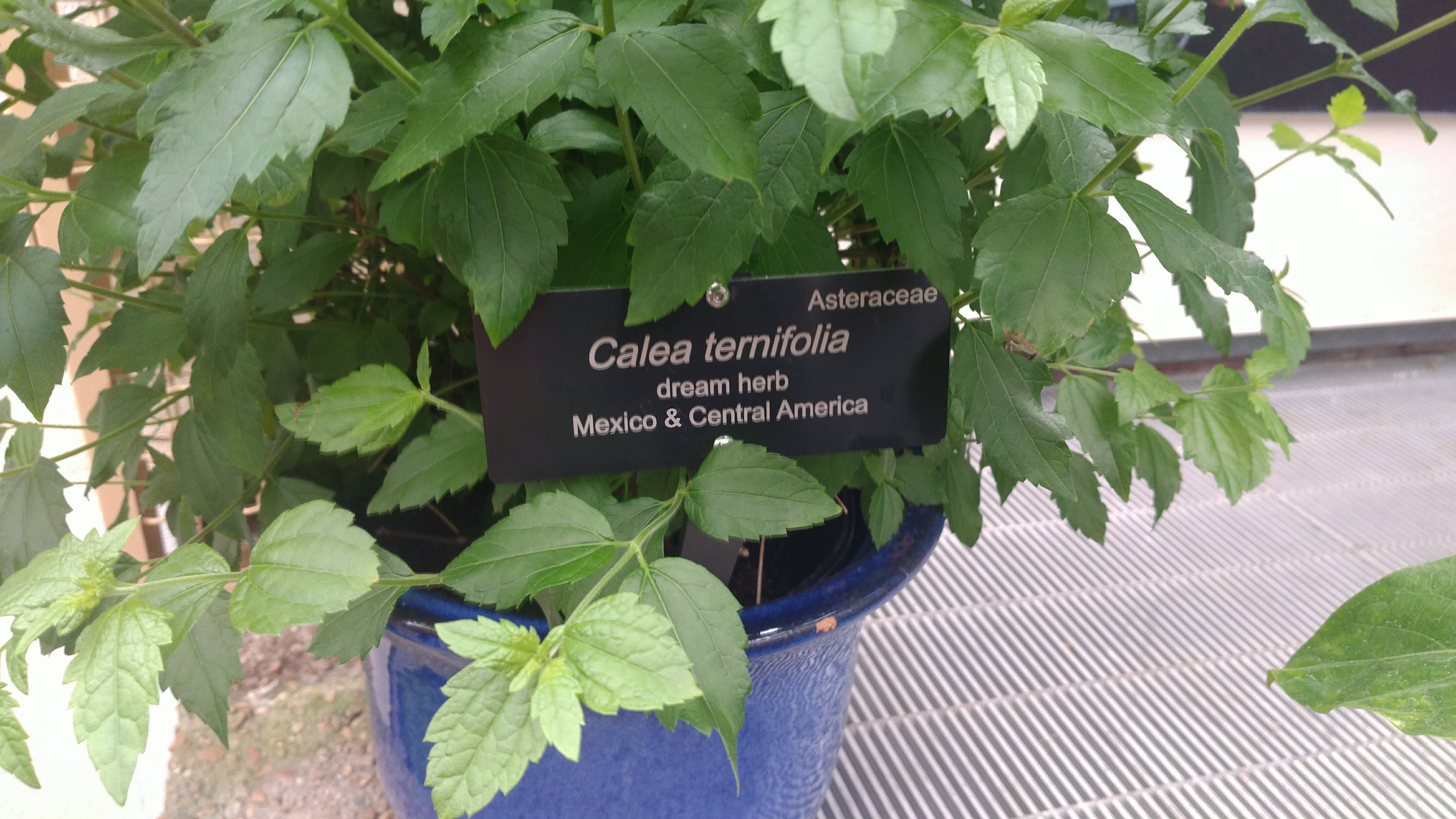
Blätter von Calea ternifolia

Traumkraut (Calea ternifolia, Syn.: Calea zacatechichi) auch Aztekisches Traumgras oder Bitterkraut genannt, ist eine Pflanzenart aus der Familie der Korbblütler (Asteraceae). Die Pflanze ist im tropischen und subtropischen Mittelamerika heimisch und besitzt psychoaktive Eigenschaften.

## Beschreibung
Das Traumkraut ist eine einjährige bis ausdauernde krautige Pflanze, die Wuchshöhen von bis zu 3 m erreicht. Die Stängel sind teils weich behaart.
Die meist spitzen bis zugespitzten Blätter sind eiförmig bis eilanzettlich oder elliptisch und gegenständig angeordnet. Sie weisen oberseits eine charakteristische dreizählige, eingeprägte Nervatur auf. Der mehr oder weniger behaarte Blattstiel ist fehlend oder bis 1 cm lang. Die am Rand entfernt und grob gezähnte bis gesägte, teils feinstachelige, Blattspreite ist bis 12 cm lang und bis 7 cm breit. Die Blätter sind unterseits, aber manchmal auch oberseits, klebrig-drüsig wie die Blattstiele. Oberseits sind sie kahl und etwas rau, unterseits mehr oder weniger behaart.
Die schirmtraubigen, corymben und gestielten Blütenstände der Pflanze sind achsel- oder endständig und die Blüten sind weißlich bis cremefarben gefärbt. Die Pseudanthien sind klein, mit bis zu 5–15 Blüten und wenigen, unscheinbaren und weiblichen und oft klebrig-drüsigen Zungenblüten mit ausgebildeter Zunge. Die oft klebrig-drüsigen, zwittrigen Röhrenblüten mit zurückgelegten, eilanzettlichen Lappen sind mit vorstehender, gelblicher Antherenröhre mit zweiästigem Griffel mit zurückgelegten Ästen. Der Blütenboden ist klein und konisch und es sind an den Blüten mehrere Spreuschuppen vorhanden. Der mehr oder weniger behaarte und schmal trichterförmige Hüllkelch ist vier bis sechsreihig und außen drüsig. Die schwärzliche Achäne mit Pappus und Karpopodium ist 2 bis 3 mm lang.
Die Chromosomenzahl beträgt 2n = 19.

## Vorkommen
Das Traumkraut kommt zwischen Mexiko und Kolumbien natürlich vor. Am häufigsten sieht man das Traumkraut im mexikanischen Hochland von Oaxaca, Veracruz, Chiapas, Morelos und Jalisco, aber auch im Flachland der Halbinsel Yucatán. Gelegentlich tritt die Pflanze als Unkraut auf. Dennoch ist das Traumkraut vergleichsweise schwierig zu kultivieren, die Vermehrung erfolgt über Stecklinge.

## Inhaltsstoffe
Traumkraut enthält verschiedene Sesquiterpenlactone (Zacatechinoloid, Germacren und Caleocromen), die für den bitteren Geschmack verantwortlich sind.  Weitere Inhaltsstoffe sind Flavone und ein bisher nicht identifiziertes Alkaloid. Des Weiteren wurden Furanon-artige Heliangolide wie 8β-Angeloyloxy-9α-hydroxycalyculatolid in der Pflanze nachgewiesen. Noch ist nicht ausreichend erforscht, welcher Stoff für die psychoaktive Wirkung verantwortlich ist. Der Wirkstoff ist in Wasser und Alkohol löslich, was wässrige und alkoholische Auszüge ermöglicht.

## Verwendung
Von indianischen Kulturen in Mittelamerika ist die Verwendung von Calea ternifolia zur Einleitung von Klarträumen bekannt. Es wird in diesen Kulturen auch genutzt, um medizinische Probleme mit dem Hormonsystem oder dem Verdauungstrakt zu beheben. Von den Chontal-Indianern aus Oaxaca wird die Pflanze genutzt, um wahrsagerische Visionen zu erhalten. Sie bezeichnen die Pflanze als thle-pela-kano, das Blatt Gottes. Um wahrsagerische Träume zu erhalten, nehmen die Chontal-Indianer eine „handvoll Blätter“. L. Mayagoitia et al. schätzen diese Dosis auf ungefähr 60 Gramm frischer Blätter bzw. 1 Gramm getrocknete Blätter pro Kilogramm Körpergewicht. Diese werden als Tee konsumiert oder geraucht.
Die Wirkstoffe des Aztekischen Traumgrases sind möglicherweise halluzinogen und gelten als schwach giftig. 2016 wurde gezeigt, dass ein Methanolextrakt von C. ternifolia nephrotoxische (nierenschädigende) Eigenschaften an proximalen HK-2-Tubuluszellen in vitro aufweist. Ob die Calea-Inhaltsstoffe giftige Eigenschaften an Organen oder im menschlichen Körper (in vivo) aufweisen, muss zukünftige Forschung zeigen. Der genaue Wirkmechanismus der Calea-Sesquiterpenlactone ist bisher (Stand: 2008) nicht aufgeklärt. Der Konsum der Blätter erhöht die Reaktionszeit sowie die Häufigkeit von erinnerbaren Träumen.

## Rechtslage

### Deutschland, Österreich, Schweiz
In der Bundesrepublik Deutschland, der Republik Österreich und der Schweiz gibt es keine Calea ternifolia betreffende gesetzliche Regelung.

### USA
In Louisiana (USA) ist Calea ternifolia illegal, wenn sie für den Konsum vorgesehen ist.

### Polen
In Polen sind seit März 2009 jegliche Pflanzenteile illegal.